# Siphonostegia
Siphonostegia é um género botânico pertencente à família Orobanchaceae.

## Espécies
- Siphonostegia chinensis
- Siphonostegia japonica
- Siphonostegia laeta
- Siphonostegia syriaca